# Christiana
Christiana  es un género de plantas con flores con siete especies perteneciente a la familia  Malvaceae. Es originario de los trópicos de África y América.  

## Descripción
Son árboles pequeños, que alcanzan los 4–7 m de altura; las ramas jóvenes con tricomas; son plantas dioicas. Las hojas ovadas de 20–30 cm de largo y 12–25 cm de ancho, el ápice agudo, base cordada. Las inflorescencias son axilares y se producen en forma de panículas de 14–20 cm de largo y 10–13 cm de ancho, con un pedúnculo de 4–10 cm de largo. Los pétalos son e color blanco. Los frutos con  4 carpelos libres, con una semilla por carpelo, globosa, de 5 mm de diámetro.

## Distribución y hábitat
Es una especie rara, se encuentra en los bosques densos perennifolios, en la costa atlántica; a una altitud de 50–200 metros; desde México, Belice, Nicaragua, Venezuela, norte de Brasil, centro y oeste de África y Madagascar.

## Taxonomía
El género fue descrito por Augustin Pyrame de Candolle  y publicado en Prodromus Systematis Naturalis Regni Vegetabilis  1: 516, en el año 1824. La especie tipo es Christiana africana DC.
Etimología
Christiana: nombre genérico que fue otorgado en honor del botánico noruego Christen Smith.

## Especies
| - Christiana africana DC. - Christiana cordifolia Hook.f. - Christiana eburnea (Sprague) Kubitzki - Christiana macrodon Toledo - Christiana madagascariensis Baill. - Christiana mennegae (Jans.-Jac. & Westra) Kubitzki - Christiana vescoana (Baill.) Kubitzki |